# Сосание

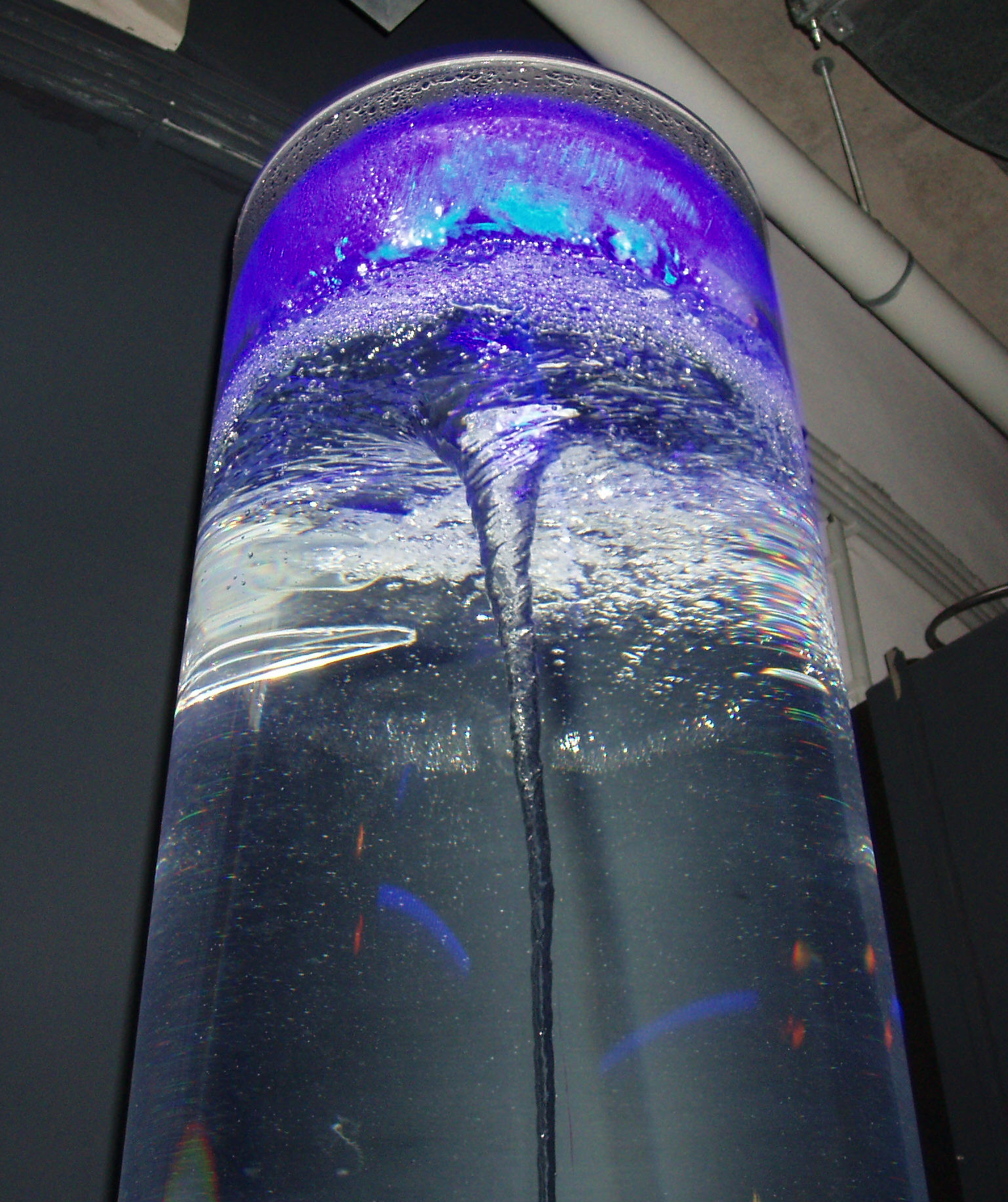
Сосание

Сосание — движение газа/жидкости навстречу градиенту давления: разница давления между областью высокого и низкого давления в двух различных участках газа/жидкости будет приводить к движению газа/жидкости из области высокого давления к области низкого давления.
Люди могут наблюдать эффект сосания, употребляя жидкости через трубочку. При этом они понижают давление в лёгких, и за счёт этого жидкость перетекает в ротовую полость и далее проходя внутрь организма.